# 3 de 6 aixecat per sota
El 3 de 6 aixecat per sota és un castell com el 3 de 6, però, a diferència d'aquest, s'inicia muntant la part de dalt i, després, s'hi afegeixen pisos per sota. Aquests, s'aixequen un per un amb l'ajuda directa de tres persones per a cada pilar i el suport d'algunes més.
Durant el segle xx, la realització de castells de tres (3 de 6 i 3 de 7) aixecats per sota ha estat relativament habitual fins a l'alçada del 3 de 7 aixecat per sota. A més, també s'ha dut a plaça el 3 de 8 aixecat per sota, considerat extremadament difícil per l'aixecada del darrer bloc de set pisos, que és el que pesa més.